# Cristo con la cruz a cuestas contemplado por María y el alma cristiana
Cristo con la cruz a cuestas contemplado por María y el alma cristiana es un cuadro del artista español Felipe Diriksen, de hacia 1630-1650. Está pintado al óleo sobre lienzo y se conserva en el Museo del Prado (Madrid). Se considera una de las obras más hermosas y delicadas de entre las pocas del autor que han llegado a nuestros días.

## Historia
La obra, que no está firmada, fue atribuida por primera vez a Diriksen en 2008 por José María Palencia, director del Museo de Bellas Artes de Córdoba, cuando la obra formaba parte de la Colección Granados. La atribución se confirmó en 2014, cuando el profesor Ismael Gutiérrez Pastor relacionó el cuadro con el mencionado y descrito  en un testamento del pintor fechado en 1668, donde expresaba su voluntad de que la obra fuera enviada a su hija sor Josefa de los Ángeles, que era monja en Medellín (Badajoz). De hecho, la joven que en el primer plano del cuadro representa el alma cristina ha sido identificada como la hija de Diriksen, que habría sido también la modelo para María Magdalena en otra obra de su padre (La Virgen María entre María Magdalena y san Juan evangelista, conservada en el Real Monasterio de la Encarnación de Madrid).
Finalmente, en 2016 la obra fue adquirida por el Museo del Prado, a cuya colección pertenece desde entonces.

## Análisis de la obra
La composición del cuadro y el protagonismo del madero derivan de forma directa de Cristo camino del Calvario de Tiziano, obra que se encontraba en El Escorial (lugar de nacimiento de Diriksen) desde 1574. Cristo es representado en una de sus caídas camino del Calvario, con la corona de espinas y la caracterización propia del momento de la Pasión. Completan la composición la Virgen María y una joven que reza y llora ante el sufrimiento que ve. En la obra destaca especialmente el delicado tratamiento de la joven, fuertemente iluminada y en primer plano, una figura construida con trazos menudos y de toque más pictórico, concebida con suaves transiciones y una luminosidad plena.
En las obras de Diriksen se aprecia la influencia de artistas como Juan van der Hamen, Vicente Carducho, Bartolomé González (cuya vacante como retratista de corte solicitó sin conseguir) y especialmente Eugenio Cajés. De este último proviene la tipología de los rasgos fisonómicos de Cristo, marcados por ojos algo rasgados y con párpados gruesos. El estilo pictórico de Diriksen se basó en un dibujo vigoroso y una pincelada prieta para proporcionar a las figuras un modelado vigoroso, enfatizado por una iluminación contrastada, al modo del naturalismo imperante propio del primer tercio del siglo XVII.
El carácter devocional de la obra puede percibirse en su tamaño y en su formato, y especialmente en su disposición compositiva, en la cual la joven en primer plano conduce la atención y sentimientos del espectador hacia la visión del sufrimiento y del sacrificio de Cristo.